# Drepanosticta trimaculata
Drepanosticta trimaculata är en trollsländeart som beskrevs av Maurits Anne Lieftinck 1939. Drepanosticta trimaculata ingår i släktet Drepanosticta och familjen Platystictidae. Inga underarter finns listade i Catalogue of Life.